# Пимен Угрешский
Пи́мен Угре́шский (в миру Пётр Дми́триевич Мяснико́в; 10 (22) августа 1810, по другим данным 13 (25) августа 1809, Вологда — 17 (29) августа 1880, Николо-Угрешский монастырь, Московская губерния) — архимандрит Русской православной церкви, многолетний настоятель Николо-Угрешского монастыря, превративший его в один из крупнейших духовных центров Подмосковья.
Канонизирован Русской православной церковью в 2004 году в лике преподобных.

## Жизнеописание
Родился 10 августа 1810 года в городе Вологде (по документальным данным это произошло 13 августа 1809 года). Был единственным сыном (кроме дочерей, одна из которых также стала монахиней) у родителей Дмитрия Афанасьевича и Авдотьи Петровны — людей богатых и благочестивых, происходивших из торгового сословия; отец был церковным старостой в своём приходе.
Единственной учительницей Петра была «портниха Пелагея Егоровна», обучившая его грамоте. Каждую свободную минуту он проводил в церкви; в одиннадцать лет свободно читал Библию, прочитал книгу «Алфавит Духовный» и к 17 годам уже принял решение стать монахом. В 1830 году в Семигородней пустыни он познакомился с Дмитрием Брянчаниновым, духовная беседа с которым произвела на него сильное впечатление и окончательно утвердила его желание удалиться в монастырь. После того как Дмитрий Брянчанинов был в пострижении наречён Игнатием, он некоторое время жил у Мясниковых, поскольку родители отказывались принимать новопостриженного инока.
В июне 1832 года Пётр поступил в Кирилло-Новоезерский монастырь, где настоятелем был в то время игумен Аркадий, избранный на это место по указанию архимандрита Феофана Новоезерского, ученика преподобного Феодора Санаксарского. Юный послушник Петр находился на послушании помощником келаря. Не без пользы провёл он время своего новоначалия в Новоезерском монастыре и по прошествии многих лет, вспоминая о своём там жительстве, рассказывал многие подробности виденного им и различные обстоятельства тамошнего житья, глубоко врезавшиеся в его память. В Новоезерском монастыре юноша был помощником келаря — готовил облачения к службе.
В том же 1832 году Петр Мясников посетил Игнатия (Брянчанинова) в Лопотове монастыре, настоятелем которого тот был. При отъезде отец Игнатий снабдил его письмами в Оптину пустынь — ко старцу Льву и к иеромонаху Иларию, который в это время был в Оптине ризничим, и в следующем году, перейдя в Оптину пустынь, стал келейником иеромонаха Илария.
Когда по рекомендации игумена Игнатия (Брянчанинова) в 1834 году иеромонах Иларий был назначен настоятелем Николо-Угрешского монастыря с возведением в сан игумена, на новое место служения он прибыл со своим келейником. В «Воспоминаниях» Пимен написал: «Келейническое послушание при отце Иларии я исправлял в продолжение пяти с половиной лет; келлии особой у меня не было, и я жил в передней за ширмами, которыми отгораживался угол и окно. За недостатком людей я имел несколько послушаний: я был 1) келейником настоятеля, 2) трапезным, 3) погребничим, а за неимением — келарем и 4) свечником».
26 марта 1838 года, в Лазареву субботу, игумен Иларий постриг послушника Петра в мантию с именем Пимен в честь преподобного Пимена Великого. 23 февраля 1839 года рукоположён во иеродиакона, 25 апреля 1840 года — в сан иеромонаха. 26 февраля 1844 года утверждён в должности казначея.
Удовлетворив просьбу игумена Николо-Угрешского монастыря Илария об уходе на покой, 16 ноября 1852 года митрополит Филарет (Дроздов) поручил управление монастырём отцу Пимену. Первое, что сделал отец Пимен в новой должности, это ввёл в монастыре общежитие, которого долго добивался митрополит, но которому противился отец Иларий — 16 октября 1853 года Николо-Угрешский монастырь был преобразован из штатного в общежительный, а иеромонах Пимен был возведён в сан игумена и назначен настоятелем обители.
Трудами отца Пимена было выстроено в монастыре пять церквей: Николаевский собор в 1843 году, церковь Преподобной Марии Египетской в 1851 году, Успенская в 1852 году и в 1860 году — Скорбященская и Петропавловская скитская. Все они были освящены митрополитом Московским Филаретом. За несколько дней до смерти архимандрита Пимена в монастыре был заложен грандиозный Спасо-Преображенский собор.
Праведная кончина архимандрита Пимена последовала 17 августа 1880 года.

## Почитание и канонизация
Почитание архимандрита Пимена началось сразу же после его блаженной кончины, множество паломников приходило к месту его погребения. Часовня над могилой отца Пимена никогда не бывала безлюдной, многие приносили ему свои молитвы, воздыхания, скорби и радости.
После Октябрьской революции часовня на братском кладбище была разрушена; склеп, в котором покоился архимандрит Пимен, был осквернен и заброшен.
Возобновление почитания архимандрита Пимена произошло вместе с открытием обители в 1990 году.
Одной из тех, кто приложил усердие к возобновлению Николо-Угрешского монастыря, была Таисия Даниловна Сычева (1931—1999). Она многие годы молилась о упокоении души архимандрита Пимена и заказывала по нему панихиды. В последние годы жизни Таисия Даниловна страдала тяжелым недугом. В болезни она всегда обращалась за помощью к архимандриту Пимену и чувствовала, что именно его молитвенным предстательством уменьшались её страдания. Господь укреплял её в болезни, так что она переносила боли, не принимая сильнодействующих лекарств.
В октябре 1998 года, совершая паломничество по святым местам Подмосковья, в Николо-Угрешский монастырь приехала монахиня Феофания (Тарасова). Утром 7 ноября матушка потеряла сознание и в очень тяжелом состоянии была доставлена в неврологическое отделение Дзержинской больницы. Матушка не могла ни говорить, ни двигаться. По мнению врачей, это было следствием острого нарушения мозгового кровообращения, и надежды на её выздоровление почти не было. Предполагалось перед кончиной постричь матушку в великую схиму. Близкие горячо молились о выздоровлении матушки, заказывали молебны о здравии в Николо-Угрешской обители и просили помощи для больной, молитвенно обращаясь к архимандриту Пимену. Неоднократно священнослужители монастыря по просьбе близких монахини Феофании служили по нему панихиды. К удивлению врачей, восьмидесятилетняя матушка начала быстро поправляться, речь её вновь стала четкой, и 27 ноября она ушла из больницы здоровой. Близкие матушке люди видят в этом чуде исцеления несомненное заступничество архимандрита Пимена.
На Архиерейском Соборе Русской Православной Церкви в 2004 году определено было причислить архимандрита Пимена, ранее прославленного как местночтимого святого Московской епархии, к лику общецерковных святых и включить в месяцеслов Русской православной церкви. Память преподобного Пимена Угрешского совершается в день его кончины, 17/30 августа.
Мощи преподобного Пимена Угрешского покоятся в Спасо-Преображенском соборе Николо-Угрешского монастыря.